# Patros
Patros é regularmente associado com o Egito (hebraico: Mits·rá·yim). A maioria dos peritos relaciona o nome Patros com uma expressão egípcia que significa “Terra do Sul” e que evidentemente se referia ao Alto Egito. O Alto Egito em geral se refere à região do vale do Nilo que vai de um ponto um tanto ao sul de Mênfis (que alguns egiptólogos dizem que sua fronteira norte estava perto de Abydos ou Assiut) até (rumo sul) Siene (a moderna Assuã), na primeira catarata do Nilo. O texto em Isaías 11:11, que prediz o retorno dos israelitas exilados do ‘Egito (Mizraim), Patros e Cus’, parece corroborar a localização de Patros em alguma parte do Alto Egito, com Cus (Etiópia) ladeando-o ao sul. Certa inscrição assíria do Rei Assaradão fornece um alinhamento similar, referindo-se ao “Egito (Musur), Paturisi e Núbia [Kusu, ou Cus]”.
Ezequiel 29:14 chama Patros de “terra da . . . origem [dos egípcios]”. O conceito tradicional egípcio, conforme narrado por Heródoto, aparentemente corrobora isto, ao tornar o Alto Egito, e especialmente a região da cidade de egípcia de Tebas, a sede do primeiro reino egípcio, sob um rei a quem Heródoto chama de Menés, nome não encontrado em registros egípcios. Diodoro Sículo (século I a.C.) registra um conceito similar.A tradição egípcia apresentada por estes historiadores gregos pode ser tênue eco da verdadeira história apresentada na Bíblia a respeito de Mizraim (cujo nome veio a representar o Egito) e seus descendentes, incluindo Patrusim.

## Patros na história bíblica
Após a desolação do Reino de Judá, por Nabucodonosor II, um restante dos judeus fugiu para o Egito. Entre os lugares alistados em que eles moraram acham-se Migdol, Tafnes, Nofe (cidades do Baixo Egito) e a “terra de Patros”. Ali eles se empenharam em adoração idólatra, o que resultou em Jeová, Deus os censurar e no aviso de uma vindoura conquista do Egito por Nabucodonosor. Evidências em papiros do quinto século a.C. mostram uma colônia judaica localizada bem no extremo sul do antigo Egito, em Elefantina, junto a Siene.